# Kito Martini
Pas d'image ? Cliquez ici
Kito Martini, est un grimpeur français né le 24 octobre 2006.

## Biographie
Le 10 février 2024, il devient champion de France d'escalade de bloc dans la catégorie U20.
Alors surclassé dans la catégorie séniors, le 17 février 2024, il devient champion de France de bloc au championnats de France d'escalade de Valence,.

## Palmarès
- 2022 :
  - 1er au championnat de France de bloc U18[6] à Sartilly
  - 1er en coupe de France de bloc U18 à Rungis
- 2023 :
  - 3ème au championnat de France de bloc U18[7] à Sartilly
  - 2ème en coupe de France de bloc U18 à Chambéry
- 2024 :
  - 1er au championnat de France de bloc U20[8]
  - 1er au championnat de France d'escalade de bloc séniors[9],[4] à Valence